# 布瓦科隆布
布瓦科隆布（法語：Bois-Colombes，法語發音：[bwa kɔlɔ̃b] ⓘ）是法國上塞纳省楠泰尔区的一个市镇，位于巴黎西北郊。一些跨國企業的法國總部設於此地，如高露潔和AVIVA。

## 地理
布瓦科隆布（48°55'3"N, 2°16'6"E）面积1.92 平方千米，位于法国法蘭西島大區上塞纳省，该省份为法国北部内陆省份，毗邻巴黎。
与布瓦科隆布接壤的市镇（或旧市镇、城区）包括：拉加雷讷科隆布、科隆布、塞纳河畔阿涅尔、库尔伯瓦。
布瓦科隆布的时区为UTC+01:00、UTC+02:00（夏令时）。

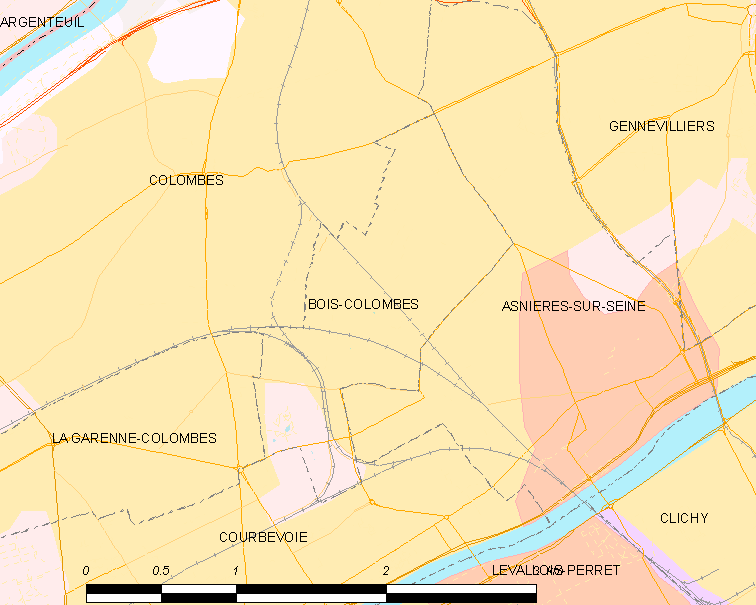
布瓦科隆布的OSM定位图

## 行政
布瓦科隆布的邮政编码为92270，INSEE市镇编码为92009。

## 政治
布瓦科隆布所属的省级选区为科隆布第二县。

## 人口

1962-2008年间布瓦科隆布人口变化图示

布瓦科隆布于2022年1月1日时的人口数量为29376人。